# Västra Skallbergstjärnen
Västra Skallbergstjärnen är en sjö i Hagfors kommun i Värmland och ingår i Göta älvs huvudavrinningsområde.